# مالاجانت

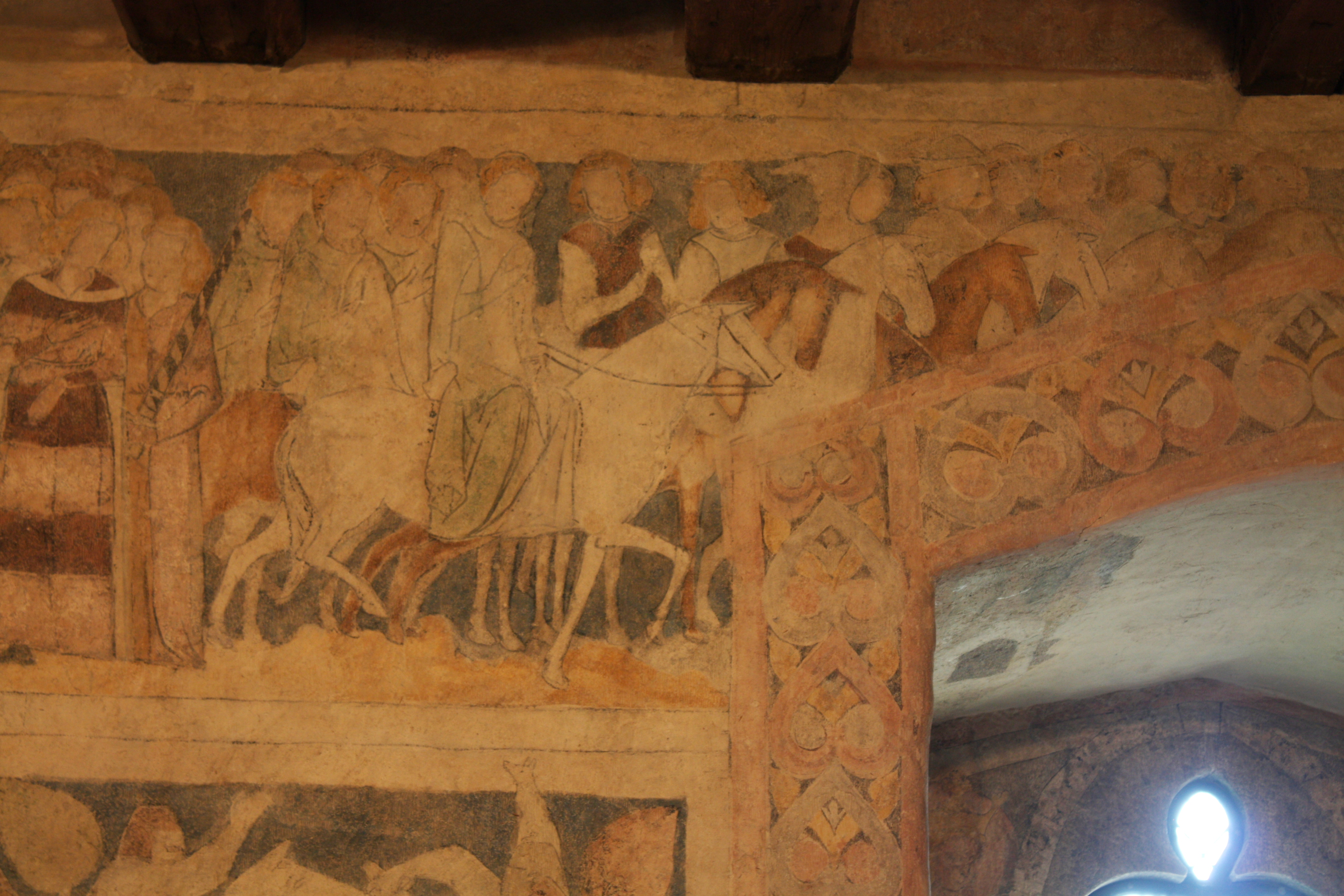
اختطاف غينيفير من قبل مالاجانت في لوحة جدارية من القرن الرابع عشر في برج سيدليسين

مالاجانت هو العدو المُتسلط من أسطورة الملك آرثر. ذُكر في عدد كبير من النُسخ الشعبية، أنه اختطف زوجة الملك آرثر الملكة جينيفير، مما استلزم إنقاذها من قبل آرثر وفرسانه. أقرب نسخة باقية من هذه النسخ هي أسم ميلواس الذي ظهر في قصيدة «لانسلوت، فارس العربة» للشاعر كريتيان دي تروا الفرنسي الرومانسي.
يُقال بأن مالاجانت كما ذٌكر في قصيدة كريتيان دي تروا بأنه ابن الملك باغديماغوس، حاكم بلاد جوري والأرض الأخرى في قلعة لا يمكن اختراقها. يتم إنقاذ الملكة من قبل لانسلوت وجاوين.

## أصول
تظهر النسخة الأولى من سلسلة اختطاف غينيفير الشهيرة في أوائل القرن الثاني عشر من كتاب "الحياة اللاتينية في غيلداس" من قِبل كارادوك من لانكارفان. في هذا النص، ذكر بأن ميلواس، ملك "بلاد الصيف"، يظهر ميلواس أيضًا في روايات ويلزية مما يشير إلى أن هذه القصة كانت معروفة على نطاق واسع في ويلز. يحتوي نحت ضخم على أرشفة كاتدرائية مودينا في إيطاليا على مشهد مرتبط، حيث يحاصر آرثر ومحاربيه قلعة حيث توجد شخصية تم التعرف عليها على أنها ماردوك مع وينلوجي، ويفترض أنها غينيفير.